# ディッチ・デイヴィー
ディッチ・デイヴィー（Ditch Davey）は、オーストラリアの俳優。

## 出演作品
- スパルタカスIII ザ・ファイナル（ネメテス）
- エリア52（特殊部隊 チーフ）